# Илиан (Востряков)
Епи́скоп Илиа́н (в миру Генна́дий Миха́йлович Востряко́в; 16 октября 1945, Челябинск) — епископ Русской православной церкви на покое, почётный настоятель Никольского храма в Наро-Фоминске.

## Биография
Родился 16 октября 1945 года в городе Челябинске в рабочей семье. С детских лет любил посещать богослужение. В 1964 году окончил 11 классов средней школы в Челябинске. В 1964—1967 годах проходил военную службу в рядах Вооружённых сил. После службы в армии до 1969 года работал электрослесарем на заводе в Челябинске.
В 1969 года поступил в третий класс Московской духовной семинарии, по окончании которой в 1971 году начал обучение в Московской духовной академии.
В годы учёбы в Московской духовной академии являлся иподиаконом митрополита Тульского и Белёвского Ювеналия (Пояркова), председателя отдела внешних церковных сношений Московского патриархата (ОВЦС). В сентябре 1973 года назначен личным секретарём митрополита Тульского и Белёвского Ювеналия в ОВЦС.
24 февраля 1974 года митрополитом Тульским и Белёвским Ювеналием пострижен в монашество, в том же месяце рукоположён во иеродиакона, а 19 декабря того же года им же в сан иеромонаха во Всехсвятском кафедральном соборе города Тулы.
В 1975 году окончил Московскую духовную академию со степенью кандидата богословия за сочинение «Внешние сношения РПЦ с 1944 по 1970 гг.».
С 1976 по 1978 год учился на богословском факультете Папского Григорианского университета в Риме. В марте 1977 года возведён в сан игумена.
В июле 1977 года был делегатом от Русской православной церкви на 9-й Генеральной ассамблее «Синдесмоса» в Женеве (Швейцария).
В сентябре 1978 года был включён в состав делегации от РПЦ для участия в похоронах папы римского Иоанна Павла I и в торжествах по случаю интронизации папы римского Иоанна Павла II.
После возвращения из Италии в 1978 году был зачислен в число братии Троице-Сергиевой лавры. Продолжал работать в ОВЦС в качестве референта по вопросам Римско-католической церкви.
В августе 1979 года принимал участие в работе Международного экуменического конгресса монашествующих в Лойоле (Испания).

## Архиерейское служение
16 ноября 1979 года постановлением Священного синода Русской православной церкви определено быть епископом Солнечногорским, викарием Московской епархии с выдачей отпускной грамоты для перехода в Чехословацкую православную церковь, в тот же день митрополитом Крутицким и Коломенским Ювеналием (Поярковым) возведён в сан архимандрита. 25 ноября в Московском Богоявленском патриаршем соборе за Божественной литургией состоялась его архиерейская хиротония, которую совершили патриарх Пимен, митрополит Пражский и всей Чехословакии Дорофей (Филип) (Чехословацкая православная церковь), митрополит Таллинский и Эстонский Алексий (Ридигер), митрополит Крутицкий и Коломенский Ювеналий (Поярков) и епископ Зарайский Иов (Тывонюк).
С ноября 1979 по 8 августа 1980 года временно управлял Свердловской и Челябинской епархией. Среди значимых мероприятий, проведенных им в Свердловской епархии, стоит отметить направление на приходы Циркуляра о крещении в любом возрасте (май 1980 года), в результате чего в четыре раза увеличилось крещение детей.
С 13 по 17 марта 1980 года — участник V богословского собеседования представителей Римско-католической и Русской православной церквей.
С 4 июня 1981 по 16 июля 1982 года временно управлял Пермской епархией.
16 июля 1982 года решением Священного синода назначен епископом Калужским и Боровским.
На период управления епархией епископом Илианом пришлось изменение политики властей в отношении Церкви. К празднованию 1000-летия Крещения Руси был произведён капитальный ремонт кафедрального собора, впервые открыты три новых прихода. На территории Калужской области была открыта ставропигиальная Оптина пустынь. Областная пресса, ранее чернившая Православную церковь, опубликовала серию интервью с епископом Илианом и наместником Оптиной пустыни архимандритом Евлогием (Смирновым).
20 июля 1990 года назначен епископом Тобольским и Тюменским. От назначения отказался, после чего 25 октября постановлением Священного синода уволен на покой как не принявший назначения на Тобольско-Тюменскую кафедру.
Находившийся на покое епископ Илиан направил телеграммой прошение в адрес Президиума IV Съезда народных депутатов СССР. 25 марта 1991 года Священный синод, рассмотрев прошение епископа Илиана о возвращении в штат, назначил его епископом Серпуховски́м, викарием Московской епархии, настоятелем подворья Русской православной церкви в Карловых Варах (Чехословакия).
27 декабря 1995 года постановлением Священного синода в связи с истечением срока командировки освобождён от занимаемой должности настоятеля подворья РПЦ в Карловых Варах.
17 февраля 1997 года решением Священного синода согласно прошению уволен на покой по состоянию здоровья. В феврале того же года патриархом Московским и всея Руси Алексием II назначен почётным настоятелем Свято-Никольского храма города Наро-Фоминска Московской области.
29 декабря 1998 года Священный синод счёл невозможным удовлетворить просьбу епископа Илиана о предоставлении ему возможности несения архипастырского служения на кафедре.

## Сочинения
- Папа Иоанн Павел I // Журнал Московской Патриархии. 1979. — № 2. — C. 71-72.
- К избранию Святейшего Папы Иоанна Павла II // Журнал Московской Патриархии. 1979. — № 3. — C. 53-55.
- Зарубежные отклики в связи с кончиной митрополита Ленинградского и Новгородского Никодима // Журнал Московской Патриархии. 1979. — № 5. — C. 21-29. (в соавторстве с П. Уржумцевым и свящ. Евгением Жданом)
- Речь при наречении во епископа Солнечногорского // Журнал Московской Патриархии. 1980. — № 1. — С. 8.